# Bitva u Geok-Tepe
Bitva u Geok-Tepe byla jedno z posledních střetnutí mezi turkotatarskými kmeny a Ruskem, které proběhlo v roce 1881. Ruská armáda pod velením generála Skobeleva postupující proti Turkmenům od Kaspického moře šla do boje proti zuřivým turkmenským bojovníkům vedeným válečníkem jménem Takma Sardar. Po dvou dnech bojů s poměrně malým, ale silným vojskem turkmenů a vyčerpávajícím pochodem přes karakumskou poušť dobyla ruská armáda důležitou zásobárnu pitné vody, město Yangi Kala. Poté Rusové postupovali až k Geok-Tepe. V Geok-tepe můžeme najít pevnost z té doby a posvátný kopec, po němž je taky toto město pojmenováno. Při dobývání hradeb se Rusové nebáli použít před ztečí i výbušniny a zákopy. Skobelevova kavalerie potom toto dílo dokonala.

## Diplomatické pozadí
Již od vyhnání Tatarů z Ruska podnikalo Carské Rusko invaze do míst, kde žili Turci a Tataři (Sibiř, Uzbekistán, Persie (1940), Tuvinská lidová republika). Cílem bylo pomstít se těmto národům za strádání z dob středověku[zdroj⁠?!] a udělat z Ruska světovou velmoc. To se nakonec podařilo, až na drobné revolty si Rusko podrželo nad těmito územími vládu více než 100 let (Tuvu a Sibiř vlastní do dnes). Zachovaly se doklady o tom, že turkmenský velitel žádal o pomoc Brity. Ti mu však samozřejmě na pomoc nepřispěchali, protože nechtěli vyvolat mezinárodní napětí a způsobit velkou válku.